# Nunatak Odinochnyj
Nunatak Odinochnyj är en nunatak i Antarktis. Den ligger i Östantarktis. Australien gör anspråk på området. Toppen på Nunatak Odinochnyj är 1 344 meter över havet.
Terrängen runt Nunatak Odinochnyj är huvudsakligen platt, men österut är den kuperad. Trakten är obefolkad. Det finns inga samhällen i närheten.